# الناس اللي جوه (فلم)
الناس اللي جوه هو فيلم مصري من إنتاج عام 1969، بطولة يحيى شاهين وناهد شريف وتوفيق الدقن وعادل إمام وسهير المرشدي ومحمد توفيق وصلاح قابيل وسهير رمزي وعبد المنعم مدبولي ومحمد توفيق ومحمد توفيق، قصة الفيلم من تأليف ألبير قصيري وسيناريو يوسف فرنسيس وحوار نعمان عاشور، الفيلم من إخراج جلال الشرقاوي.

## قصة الفيلم
تدور أحداث الفيلم في عام 1940م، حول سكان منزل قديم ومتهالك معرض للانهيار بسبب الشروخ التي تملأ جدرانه، ويخشى سكان المنزل المتهالك أن يسقط عليهم المنزل، فيتوجه بعض سكان المنزل لمقابلة وكيل صاحب المنزل ليطالبوه بإصلاح المنزل ولكن وكيل صاحب المنزل يرفض إصلاحه إلا إذا زاد من قيمة الإيجار الذي يدفعه سكان المنزل، كما يرفض صاحب المنزل مقابلة السكان ويقوم أيضاً بطرد عم فرحات والذي فوضه السكان للحديث مع صاحب المنزل حول الإصلاح، بينما يتكون سكان المنزل من عدة شخصيات هزلية ذات دلالات مجتمعية متردية، فهناك رفاعي سائق الأتوبيس ويعيش مع والدته وشقيقته شربات المراهقة الفاتنة، وشربات تحب عبده ذلك الشاب المستهتر الذي يضيع وقته في لعب القمار، وهناك عم شحاتة ذلك الرجل المسن الصامت الذي نادراً ما يتحدث مع أحد، وهناك أيضاً إبراهيم الرجل المسن تاجر التحف والأنتيكات الذي تزوج من فتاة صغيرة وأخذ في التضييق عليها والتي يحاول رفاعي أن يغتصبها ولكنه فشل في ذلك، ويكتشف رفاعي علاقة شقيقته شربات بعبده فيخطط للانتقام لشرفه من عبده، ولكن يحدث ما لا تحمد عقباه حيث ينهار المنزل الذي يسكن فيه الجميع ويلقى عم شحاتة مصرعه تحت الأنقاض، يعود سكان المنزل المنهار ليتعاونوا مع بعضهم على إعادة بناء المنزل

## طاقم التمثيل
- يحيى شاهين
- ناهد شريف
- سهير رمزي
- عبد المنعم مدبولي
- عبد الوارث عسر
- سهير المرشدي
- صلاح قابيل
- شفيق نور الدين
- عادل إمام
- توفيق الدقن
- محمد توفيق
- إستر شطاح
- عصمت عباس
- فوزية إبراهيم
- ناهد سمير
- جمال إمام

## فريق العمل
- إخراج: جلال الشرقاوي
- قصة: ألبير قصيري
- سيناريو: يوسف فرنسيس
- حوار: نعمان عاشور
- إنتاج: شركة القاهرة للإنتاج السينمائي
- توزيع: شركة القاهرة للتوزيع
- مونتاج: سعيد الشيخ
- موسيقى تصويرية: علي إسماعيل
- مدير التصوير: ضياء الدين المهدي

## وصلات خارجية
- مقالات تستعمل روابط فنية بلا صلة مع ويكي بيانات
- صفحة الفيلم على موقع السينما